# John Heymans
John Heymans (Vilvoorde, 9 januari 1998) is een Belgische atleet, die gespecialiseerd is in de lange afstand en het veldlopen. Hij nam eenmaal deel aan de Olympische Spelen en veroverde twee Belgische titels.

## Biografie
Heymans nam in 2017 deel aan de Europese kampioenschappen veldlopen. Hij werd 24e bij de U20. Twee jaar later behaalde hij hetzelfde resultaat bij de U23.
In 2021 werd Heymans voor het eerst Belgisch indoorkampioen op de 3000 m. Hij behaalde daarbij het minimum voor deelname aan de Europese indoorkampioenschappen. Een week na zijn eerste titel werd hij ook Belgisch kampioen veldlopen.
In 2024 liep hij een Belgisch record op de 5000 m indoor, waarmee hij zich plaatste voor de Olympische Spelen in Parijs. Hiermee werd hij tevens de tweede snelste Belg op de 5000 m ooit, op Mohammed Mourhit na.
Heymans was aangesloten bij Daring Club Leuven Atletiek en stapte over naar Royal Excelsior Sports Club.

## Belgische kampioenschappen
Outdoor
| Onderdeel | Jaar |
| --------- | ---- |
| veldlopen | 2021 |

Indoor
| Onderdeel | Jaar |
| --------- | ---- |
| 3000 m    | 2021 |

## Persoonlijke records
Outdoor
| Onderdeel | Prestatie | Datum            | Plaats    |
| --------- | --------- | ---------------- | --------- |
| 3000 m    | 7.57,25   | 30 augustus 2020 | Vilvoorde |
| 5000 m    | 13.14,16  | 5 juli 2023      | Montgeron |

Indoor
| Onderdeel | Prestatie     | Datum           | Plaats |
| --------- | ------------- | --------------- | ------ |
| 3000 m    | 7.37,05 (NR)  | 8 februari 2025 | Boston |
| 5000 m    | 13.03,46 (NR) | 26 januari 2024 | Boston |

## Palmares

### 3000 m
- 2021:  BK indoor AC - 7.51,71
- 2021: 7e in reeks EK indoor in Toruń - 7.58,13
- 2025: 11e in reeks EK indoor in Apeldoorn - 7.59,36

### 5000 m
- 2023:  BK AC - 13.27,06
- 2024: 10e EK in Rome - 13.25,99
- 2024: 11e OS in Parijs - 13.19,25

### veldlopen
- 2017: 24e EK U20 in Šamorín
- 2019: 24e EK U23 in Lissabon
- 2021:  BK AC in Laken
- 2022: 14e EK in Turijn
- 2023: 6e EK in Laken
- 2023:  landenklassement EK
- 2024:  BK AC in Hulshout
- 2024: 15e EK in Antalya
- 2024:  landenklassement EK